# 城山台 (木津川市)
城山台（しろやまだい）は、京都府木津川市にある地名。現行行政地名は城山台一丁目から城山台十三丁目。

## 地理
木津川市の中央部に位置し、中心部から東側にある。

## 歴史
- 2015年（平成27年）1月31日 - 木津中央特定土地区画整理事業に伴い、城山台一丁目から城山台十三丁目を設置[1]

## 世帯数と人口
2019年（令和元年）9月30日現在の世帯数と人口は以下の通りである。
| 丁目                 | 世帯数    | 人口    |
| -------------------- | --------- | ------- |
| 城山台一丁目         | -         | 844人   |
| 城山台二丁目〜四丁目 | -         | 0人     |
| 城山台五丁目         | -         | 584人   |
| 城山台六丁目         | -         | 1,044人 |
| 城山台七丁目         | -         | 1,656人 |
| 城山台八丁目         | -         | 69人    |
| 城山台九丁目         | -         | 121人   |
| 城山台十丁目         | -         | 1,394人 |
| 城山台十一丁目       | -         | 1,081人 |
| 城山台十二丁目       | -         | 0人     |
| 城山台十三丁目       | -         | 481人   |
| 計                   | 2,387世帯 | 7,274人 |

### 人口の変遷
国勢調査による人口の推移。
| 2015年（平成27年） | 2,472人 | [ 6 ] |  |

### 世帯数の変遷
国勢調査による世帯数の推移。
| 2015年（平成27年） | 820世帯 | [ 6 ] |  |

## 交通
- 国道163号（東中央線・木津東バイパス）
- 京都府道324号木津加茂線

## 施設
- 京都大学大学院農学研究科附属農場
- 木津川市立城山台小学校

## その他

### 日本郵便
- 郵便番号 : 619-0218[4]（集配局：山城木津郵便局[7]）。